# Bobby Reynolds (Tennisspieler)
Robert „Bobby“ Thomas Reynolds (* 17. Juli 1982 im Barnstable County, Massachusetts) ist ein ehemaliger US-amerikanischer Tennisspieler.

## Leben und Karriere
Reynolds besuchte die Harrison High School in Kennesaw, Georgia, und machte dort im Jahr 2000 seinen Abschluss.
Er studierte an der Vanderbilt University, wo er auch College Tennis spielte, so führte er u. a. die Tennismannschaft in die Finalrunde der Tennismeisterschaften der National Collegiate Athletic Association, wo er u. a. Amer Delić besiegte und als Most Valuable Player ausgezeichnet wurde. Im selben Jahr schloss er die Saison als Nummer eins aller College-Spieler in den Vereinigten Staaten mit einer Bilanz von 46:7 ab.
2004 nahm er erstmals an einem Grand-Slam-Turnier, den US Open, dank einer Wildcard teil. 2005 in Melbourne besiegte er Nicolás Almagro und Andrei Pavel, bevor er sich in der dritten Runde Rafael Nadal geschlagen geben musste. Die dritte Runde konnte er 2009 in Wimbledon ein weiteres Mal erreichen. Im Doppel kam er dreimal nicht über das Achtelfinale hinaus. Seinen einzigen Titel auf der ATP Tour gewann er 2006 im Doppel mit Andy Roddick beim Turnier in Indianapolis, wo sie sich im Finale gegen Paul Goldstein und Jim Thomas mit 6:4, 6:4 durchsetzten. Darüber hinaus gewann er insgesamt 35 Turniere auf der zweitklassigen ATP Challenger Tour, davon 10 im Einzel. Die höchste Platzierung in der Tennisweltrangliste erreichte er Anfang 2009 mit Rang 63.
Am 25. Juli 2014 beendete er seine Karriere nach dem Challenger in Tallahassee.

## Erfolge
| Legende (Anzahl der Siege)                       |
| Grand Slam                                       |
| Tennis Masters Cup ATP World Tour Finals         |
| ATP Masters Series ATP World Tour Masters 1000   |
| ATP International Series Gold ATP World Tour 500 |
| ATP International Series ATP World Tour 250 (1)  |
| ATP Challenger Tour (35)                         |

| ATP-Titel nach Belag |
| Hartplatz (1)        |
| Sand (0)             |
| Rasen (0)            |

### Einzel

#### Turniersiege
| Nr. | Datum              | Turnier     | Belag         | Finalgegner       | Ergebnis       |
| --- | ------------------ | ----------- | ------------- | ----------------- | -------------- |
| 1.  | 12. November 2005  | Nashville   | Hartplatz (i) | Ramón Delgado     | 6:4, 6:4       |
| 2.  | 1. Oktober 2006    | Tulsa (1)   | Hartplatz     | Michael Russell   | 7:63, 6:3      |
| 3.  | 6. Mai 2007        | Naples      | Sand          | Robert Kendrick   | 7:65, 6:4      |
| 4.  | 19. April 2008     | Tallahassee | Hartplatz     | Robert Kendrick   | 5:7, 6:4, 6:3  |
| 5.  | 27. April 2008     | Baton Rouge | Hartplatz     | Igor Kunizyn      | 6:3, 6:73, 7:5 |
| 6.  | 22. November 2008  | Knoxville   | Hartplatz (i) | Luka Gregorc      | 6:4, 6:2       |
| 7.  | 6. Juni 2010       | Ojai        | Hartplatz     | Marinko Matosevic | 3:6, 7:5, 7:5  |
| 8.  | 19. September 2010 | Tulsa (2)   | Hartplatz     | Lester Cook       | 6:3, 6:3       |
| 9.  | 1. Mai 2011        | León        | Hartplatz     | Andre Begemann    | 6:3, 6:3       |
| 10. | 18. September 2011 | Tulsa (3)   | Hartplatz     | Michael McClune   | 6:1, 6:3       |

### Doppel

#### Turniersiege

##### ATP World Tour
| Nr. | Datum         | Turnier      | Belag     | Partner      | Finalgegner               | Ergebnis |
| --- | ------------- | ------------ | --------- | ------------ | ------------------------- | -------- |
| 1.  | 24. Juli 2006 | Indianapolis | Hartplatz | Andy Roddick | Paul Goldstein Jim Thomas | 6:4, 6:4 |

##### ATP Challenger Tour
| Nr. | Datum              | Turnier         | Belag         | Partner            | Finalgegner                        | Ergebnis           |
| --- | ------------------ | --------------- | ------------- | ------------------ | ---------------------------------- | ------------------ |
| 1.  | 16. April 2005     | Mexiko-Stadt    | Hartplatz     | Rajeev Ram         | Rik De Voest Łukasz Kubot          | 6:1, 6:77, 7:64    |
| 2.  | 30. Juli 2005      | Lexington       | Hartplatz     | Scoville Jenkins   | Roger Anderson Rik De Voest        | 6:4, 6:4           |
| 3.  | 22. Oktober 2005   | Calabasas       | Hartplatz     | Amer Delic         | Zbynek Mlynarik Glenn Weiner       | 7:5, 7:64          |
| 4.  | 10. Februar 2006   | Dallas          | Hartplatz (i) | Rajeev Ram         | Mirko Pehar Dušan Vemić            | 6:3, 6:4           |
| 5.  | 12. Mai 2006       | Tunica Resorts  | Sand (i)      | Jeff Morrison      | Hugo Armando Ricardo Mello         | 3:6, 7:65, [11:9]  |
| 6.  | 30. September 2006 | Tulsa (1)       | Hartplatz     | Rajeev Ram         | Scott Lipsky David Martin          | 6:4, 6:4           |
| 7.  | 18. Mai 2007       | Forest Hills    | Sand          | Rajeev Ram         | Patrick Briaud Sam Warburg         | 6:3, 6:4           |
| 8.  | 2. Juni 2007       | Carson          | Hartplatz     | Rajeev Ram         | Víctor Estrella Alberto Francis    | 7:68, 6:2          |
| 9.  | 21. Juli 2007      | Aptos           | Hartplatz     | Rajeev Ram         | John Paul Fruttero Cecil Mamiit    | 6:75, 6:3, [10:7]  |
| 10. | 29. September 2007 | Tulsa (2)       | Hartplatz     | Rajeev Ram         | Alex Bogomolow Brian Wilson        | 7:68, 7:5          |
| 11. | 3. November 2007   | Chuncheon       | Hartplatz     | Rajeev Ram         | Rik De Voest Pierre-Ludovic Duclos | 6:0, 6:2           |
| 12. | 9. November 2007   | Nashville       | Hartplatz (i) | Rajeev Ram         | Ashley Fisher Stephen Huss         | 6:74, 6:3, [12:10] |
| 13. | 27. Januar 2008    | Heilbronn       | Hartplatz (i) | Rik De Voest       | Igor Kunizyn Aisam-ul-Haq Qureshi  | 7:62, 6:75, [10:4] |
| 14. | 13. April 2008     | Humacao         | Hartplatz     | Rajeev Ram         | Lester Cook Kevin Kim              | 6:3, 6:4           |
| 15. | 19. April 2008     | Tallahassee (1) | Hartplatz     | Rajeev Ram         | Robert Kendrick Ryan Sweeting      | kampflos           |
| 16. | 16. November 2008  | Champaign       | Hartplatz (i) | Rajeev Ram         | Olivier Charroin Nicolas Tourte    | 3:6, 6:3, [10:6]   |
| 17. | 21. März 2009      | Sunrise         | Hartplatz     | Eric Butorac       | Jeff Coetzee Jordan Kerr           | 5:7, 6:4, [10:4]   |
| 18. | 10. April 2009     | Baton Rouge     | Hartplatz     | Rajeev Ram         | Harsh Mankad Scott Oudsema         | 6:3, 6:76, [10:3]  |
| 19. | 15. April 2011     | Tallahassee (2) | Hartplatz     | Stephen Huss       | Gō Soeda James Ward                | 6:2, 6:4           |
| 20. | 30. April 2011     | León            | Hartplatz     | Rajeev Ram         | Andre Begemann Chris Eaton         | 6:3, 6:2           |
| 21. | 25. Juni 2011      | Guadalajara     | Hartplatz     | Vasek Pospisil     | Pierre-Ludovic Duclos Ivo Klec     | 6:4, 6:76, [10:6]  |
| 22. | 2. Juli 2011       | Winnetka        | Hartplatz     | Treat Huey         | Jordan Kerr Travis Parrott         | 7:67, 6:4          |
| 23. | 17. September 2011 | Tulsa (3)       | Hartplatz     | David Martin       | Sam Querrey Chris Wettengel        | 6:4, 6:2           |
| 24. | 28. April 2012     | Savannah        | Sand          | Carsten Ball       | Travis Parrott Simon Stadler       | 7:67, 6:4          |
| 25. | 28. September 2013 | Napa            | Hartplatz     | John-Patrick Smith | Steve Johnson Tim Smyczek          | 6:4, 7:62          |

#### Finalteilnahmen
| Nr. | Datum              | Turnier   | Belag     | Partner       | Finalgegner                   | Ergebnis |
| --- | ------------------ | --------- | --------- | ------------- | ----------------------------- | -------- |
| 1.  | 22. August 2005    | New Haven | Hartplatz | Rajeev Ram    | Gastón Etlis Martín Rodríguez | 4:6, 3:6 |
| 2.  | 18. September 2008 | Peking    | Hartplatz | Ashley Fisher | Stephen Huss Ross Hutchins    | 5:7, 4:6 |